# 安曇野市しゃくなげ荘

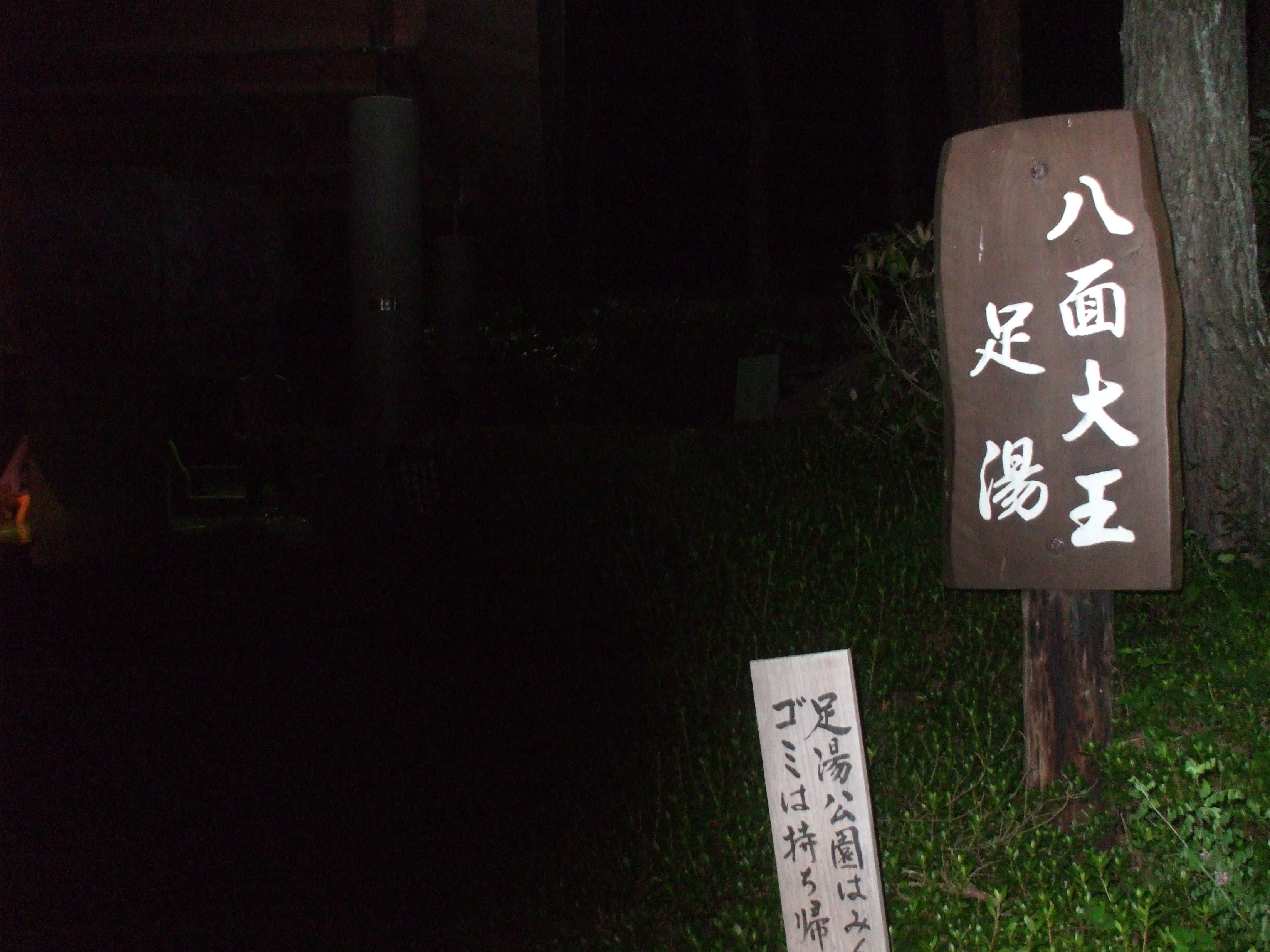
近隣にあった「八面大王足湯」。2018年4月にVif穂高の西側に移転予定。

しゃくなげ荘（しゃくなげそう）は、かつて長野県安曇野市穂高温泉に存在した市立の温泉保養所である。指定管理者制度を導入し、有限会社山のたこ平が管理・運営を行っていた。地方公営企業法の財務規定等が適用されていた。2016年（平成28年）10月3日、安曇野しゃくなげの湯（あづみのしゃくなげのゆ）の開業に伴い廃止された。

## 概要
- 料金（詳細については、安曇野市営宿舎事業の設置等に関する条例（平成17年10月1日条例第148号）に規定されている）
  - 入浴：大人410円、小人210円
    - 泉質 - アルカリ性低張性高温泉（中房温泉より引湯）
    - 加水はなし、循環・消毒実施。

## アクセス
- 鉄道：JR大糸線穂高駅より南安タクシーおよび安曇観光タクシーの路線バスで10分